# Отары (Советский район)
 Ота́ры  (мар. Отар) — деревня в Советском районе Республики Марий Эл. Входит в состав Михайловского сельского поселения.

## Географическое положение
Находится в центральной части Республики Марий Эл на расстоянии приблизительно 13 км по прямой на юго-запад от районного центра — посёлка Советский.

## История
Деревня возникла как выселок в 1924 году. В 1930 году здесь было 19 хозяйств, в которых проживали 109 мари и 3 русских. С 1959 года Отары стали деревней. В 1968 году в деревне насчитывалось 32 дома, в которых проживали 197 человек. В 1988 году оставалось 8 хозяйств, а в 2003 году их стало 9. В советское время работал колхоз имени Сталина.

## Название
Ойконим чувашского происхождения, ср. чув. отар/утар «хутор» (Ашмарин, 1929, вып. III:326)— Топонимика Республики Марий Эл

## Население
| 2010 |
| ---- |
| 28   |

Население составляло 21 человек (86 % мари) в 2002 году, 28 в 2010.